# Müden (Aller)
Müden (Aller) é um município da Alemanha localizado no distrito de Gifhorn, estado da Baixa Saxônia.
Pertence ao Samtgemeinde de Meinersen.